# César de melhor primeiro filme
O César de melhor primeiro filme (em francês César du meilleur premier film) é um prémio cinematográfico francês atribuído anualmente a um filme, durante a Cerimónia dos Césares.
O prémio foi criado em 1982 sob o nome César de melhor primeira obra (César de la meilleure première œuvre), em 2000 mudou de nome para César de melhor primeira obra de ficção (César de la meilleure première œuvre de fiction) e desde 2006 chama-se César de melhor primeiro filme.

## Filmes premiados
A cor de fundo       indica os vencedores.

### César de melhor primeira obra
| Ano  | Filme                                      | Título no Brasil                  | Título em Portugal                          | Diretor/Realizador                        |
| ---- | ------------------------------------------ | --------------------------------- | ------------------------------------------- | ----------------------------------------- |
| 1982 | Diva                                       | Diva - Paixão Perigosa            | A Diva e os Gangsters                       | Jean-Jacques Beineix                      |
| 1982 | Le Jardinier                               |                                   |                                             | Jean-Pierre Sentier                       |
| 1982 | Neige                                      |                                   | Neve                                        | Jean-Henri Roger e Juliet Berto           |
| 1982 | Une affaire d'hommes                       |                                   | A Vítima nº 4                               | Nicolas Ribowski                          |
| 1983 | Mourir à trente ans                        |                                   |                                             | Romain Goupil                             |
| 1983 | Josepha                                    |                                   | Sem Amor e Sem Remorso                      | Christopher Frank                         |
| 1983 | Lettres d'amour en Somalie                 |                                   |                                             | Frédéric Mitterrand                       |
| 1983 | Tir groupé                                 |                                   | Acto de Vingança                            | Jean-Claude Missiaen                      |
| 1984 | Rue Cases-Nègres                           |                                   |                                             | Euzhan Palcy                              |
| 1984 | Le Dernier combat                          |                                   | O Último Combate                            | Luc Besson                                |
| 1984 | Le Destin de Juliette                      |                                   |                                             | Aline Issermann                           |
| 1984 | La Trace                                   |                                   |                                             | Bernard Favre                             |
| 1985 | La Diagonale du fou                        | Fora de Controle                  |                                             | Richard Dembo                             |
| 1985 | Boy Meets Girl                             |                                   |                                             | Leos Carax                                |
| 1985 | Marche à l'ombre                           |                                   | Vai Pela Sombra                             | Michel Blanc                              |
| 1985 | Souvenirs, souvenirs                       |                                   |                                             | Ariel Zeitoun                             |
| 1986 | Le Thé au harem d'Archimède                | Chá no Harém de Arquimedes        | O Harém de Arquimedes                       | Mehdi Charef                              |
| 1986 | Harem                                      |                                   | Harém                                       | Arthur Joffé                              |
| 1986 | La Nuit porte-jarretelles                  |                                   | A Noite Usa Ligas                           | Virginie Thévenet                         |
| 1986 | Strictement personnel                      |                                   |                                             | Pierre Jolivet                            |
| 1987 | La Femme de ma vie                         | A Mulher da Minha Vida            |                                             | Régis Wargnier                            |
| 1987 | Black Mic-Mac                              |                                   |                                             | Thomas Gilou                              |
| 1987 | Je hais les acteurs                        |                                   |                                             | Gérard Krawczyk                           |
| 1987 | Noir et blanc                              |                                   |                                             | Claire Devers                             |
| 1988 | L'Œil au beur(re) noir                     |                                   |                                             | Serge Meynard                             |
| 1988 | Avril brisé                                |                                   |                                             | Liria Begeja                              |
| 1988 | Flag                                       |                                   | Os Amigos e os Ladrões                      | Jacques Santi                             |
| 1988 | Le Jupon rouge                             |                                   |                                             | Geneviève Lefebvre                        |
| 1988 | Le Moine et la sorcière                    |                                   | O Monge e a Bruxa                           | Suzanne Schiffman                         |
| 1989 | La vie est un long fleuve tranquille       | A Vida É um Longo Rio Tranqüilo   | A Vida É um Longo Rio Tranquilo             | Étienne Chatiliez                         |
| 1989 | Camille Claudel                            | Camille Claudel                   | A Paixão de Camille Claudel                 | Bruno Nuytten                             |
| 1989 | Chocolat                                   |                                   |                                             | Claire Denis                              |
| 1989 | Drole d'endroit pour une rencontre         | Lugar Estranho Para um Encontro   |                                             | François Dupeyron                         |
| 1990 | Un monde sans pitié                        |                                   | Um Mundo Sem Piedade                        | Éric Rochant                              |
| 1990 | Peaux de vaches                            |                                   |                                             | Patricia Mazuy                            |
| 1990 | La Salle de bain                           |                                   |                                             | John Lvoff                                |
| 1990 | La Soule                                   |                                   |                                             | Michel Sibra                              |
| 1990 | Suivez cet avion                           |                                   |                                             | Patrice Ambard                            |
| 1990 | Tolérance                                  |                                   |                                             | Pierre-Henry Salfati                      |
| 1991 | La Discrète                                |                                   |                                             | Christian Vincent                         |
| 1991 | Halfaouine, l'enfant des terrasses         |                                   |                                             | Férid Boughedir                           |
| 1991 | Mado poste restante                        |                                   |                                             | Alexandre Abadachian                      |
| 1991 | Outre mer                                  |                                   |                                             | Brigitte Roüan                            |
| 1991 | Un week-end sur deux                       |                                   |                                             | Nicole Garcia                             |
| 1992 | Delicatessen                               | Delicatessen                      | Delicatessen                                | Marc Caro e Jean-Pierre Jeunet            |
| 1992 | Les Arcandiers                             |                                   |                                             | Manuel Sanchez                            |
| 1992 | L'Autre                                    |                                   |                                             | Bernard Giraudeau                         |
| 1992 | Fortune express                            |                                   |                                             | Olivier Schatzky                          |
| 1992 | Lune froide                                |                                   |                                             | Patrick Bouchitey                         |
| 1993 | Les Nuits fauves                           | Noites Felinas                    | Noites Bravas                               | Cyril Collard                             |
| 1993 | Nord                                       |                                   |                                             | Xavier Beauvois                           |
| 1993 | Riens du tout                              |                                   |                                             | Cédric Klapisch                           |
| 1993 | La Sentinelle                              |                                   |                                             | Arnaud Desplechin                         |
| 1993 | Le Zèbre                                   |                                   | Marido Louco                                | Jean Poiret                               |
| 1994 | L'Odeur de la papaye verte                 | O Cheiro do Papaia Verde          | O Cheiro a Papaia Verde                     | Anh Hung Tran                             |
| 1994 | Cible émouvante                            |                                   |                                             | Pierre Salvadori                          |
| 1994 | Le Fils du requin                          |                                   |                                             | Agnès Merlet                              |
| 1994 | Les gens normaux n'ont rien d'exceptionnel |                                   | As Pessoas Normais Não Têm Nada de Especial | Laurence Ferreira-Barbosa                 |
| 1994 | Métisse                                    |                                   |                                             | Mathieu Kassovitz                         |
| 1995 | Regarde les hommes tomber                  |                                   |                                             | Jacques Audiard                           |
| 1995 | Le Colonel Chabert                         | Coronel Chabert - Amor E Mentiras | O Coronel Chabert                           | Yves Angelo                               |
| 1995 | Mina Tannenbaum                            |                                   |                                             | Martine Dugowson                          |
| 1995 | Personne ne m'aime                         |                                   |                                             | Marion Vernoux                            |
| 1995 | Petits arrangements avec les morts         | Pequenos Arranjos com os Mortos   |                                             | Pascale Ferran                            |
| 1996 | Les Trois Frères                           |                                   |                                             | Didier Bourdon e Bernard Campan           |
| 1996 | En avoir (ou pas)                          |                                   |                                             | Laetitia Masson                           |
| 1996 | État des lieux                             |                                   |                                             | Patrick Dell'Isola e Jean-François Richet |
| 1996 | Pigalle                                    |                                   |                                             | Karim Dridi                               |
| 1996 | Rosine                                     |                                   |                                             | Christine Carrière                        |
| 1997 | Y aura-t-il de la neige à Noël?            |                                   | Será Que Vai Nevar no Natal?                | Sandrine Veysset                          |
| 1997 | L'Appartement                              |                                   |                                             | Gilles Mimouni                            |
| 1997 | Bernie                                     |                                   |                                             | Albert Dupontel                           |
| 1997 | Encore                                     |                                   |                                             | Pascal Bonitzer                           |
| 1997 | Microcosmos                                | Microcosmos                       | Microcosmos: O Povo da Erva                 | Marie Perennou e Claire Nuridsany         |
| 1998 | Didier                                     |                                   |                                             | Alain Chabat                              |
| 1998 | L'Autre côté de la mer                     |                                   |                                             | Dominique Cabrera                         |
| 1998 | Les Démons de Jésus                        |                                   |                                             | Bernie Bonvoisin                          |
| 1998 | Ma vie en rose                             | Minha Vida em Cor-de-Rosa         |                                             | Alain Berliner                            |
| 1998 | La Vie de Jésus                            |                                   |                                             | Bruno Dumont                              |
| 1999 | Dieu seul me voit                          |                                   |                                             | Bruno Podalydès                           |
| 1999 | L'Arrière pays                             |                                   |                                             | Jacques Nolot                             |
| 1999 | Le Gone du Chaâba                          |                                   |                                             | Christophe Ruggia                         |
| 1999 | Jeanne et le garçon formidable             |                                   |                                             | Olivier Ducastel e Jacques Martineau      |
| 1999 | La Vie rêvée des anges                     | A Vida Sonhada dos Anjos          | A Vida Sonhada dos Anjos                    | Érick Zonca                               |

### César de melhor primeira obra de ficção
| Ano  | Filme                                   | Título no Brasil               | Título em Portugal            | Diretor/Realizador                              |
| ---- | --------------------------------------- | ------------------------------ | ----------------------------- | ----------------------------------------------- |
| 2000 | Voyages                                 |                                |                               | Emmanuel Finkiel                                |
| 2000 | La Bûche                                | Três Irmãs                     |                               | Danièle Thompson                                |
| 2000 | Les Convoyeurs attendent                |                                |                               | Benoît Mariage                                  |
| 2000 | Haut les cœurs!                         |                                |                               | Solveig Anspach                                 |
| 2000 | Karnaval                                |                                |                               | Thomas Vincent                                  |
| 2001 | Ressources humaines                     |                                | Recursos Humanos              | Laurent Cantet                                  |
| 2001 | Nationale 7                             |                                |                               | Jean-Pierre Sinapi                              |
| 2001 | Scènes de crimes                        |                                |                               | Frédéric Schoendoerffer                         |
| 2001 | La Squale                               |                                |                               | Fabrice Genestal                                |
| 2001 | Stand-by                                |                                |                               | Roch Stéphanik                                  |
| 2002 | No Man's Land                           | Terra de Ninguém               | Terra de Ninguém              | Danis Tanovic                                   |
| 2002 | Grégoire Moulin contre l'humanité       |                                |                               | Artus de Penguern                               |
| 2002 | Ma femme est une actrice                |                                | A Minha Mulher É Actriz       | Yvan Attal                                      |
| 2002 | Le Peuple migrateur                     | Migração Alada                 | Aves Migratórias              | Michel Debats, Jacques Perrin e Jacques Cluzaud |
| 2002 | Une hirondelle a fait le printemps      | Encontro Inesperado            | Uma Andorinha Fez a Primavera | Christian Carion                                |
| 2003 | Se souvenir des belles choses           |                                |                               | Zabou Breitman                                  |
| 2003 | Carnages                                | Estranhas Ligações             |                               | Delphine Gleize                                 |
| 2003 | Filles perdues, cheveux gras            | Jovens Perdidas, Cabelos Sujos |                               | Claude Duty                                     |
| 2003 | Irène                                   |                                | Irène                         | Ivan Calbérac                                   |
| 2003 | Mon idole                               |                                | O Meu Ídolo                   | Guillaume Canet                                 |
| 2004 | Depuis qu'Otar est parti...             | Desde que Otar Partiu          |                               | Julie Bertucelli                                |
| 2004 | Il est plus facile pour un chameau...   |                                | É Mais Fácil um Camelo...     | Valeria Bruni Tedeschi                          |
| 2004 | Père et fils                            | Pais, Filhos & Etc.            |                               | Michel Boujenah                                 |
| 2004 | Qui a tué Bambi?                        |                                |                               | Gilles Marchand                                 |
| 2004 | Les Triplettes de Belleville            | As bicicletas de Belleville    | Belleville Rendez-Vous        | Sylvain Chomet                                  |
| 2005 | Quand la mer monte...                   |                                |                               | Gilles Porte e Yolande Moreau                   |
| 2005 | Brodeuses                               |                                | Bordadeiras                   | Éléonore Faucher                                |
| 2005 | Les Choristes                           | A Voz do Coração               | Os Coristas                   | Christophe Barratier                            |
| 2005 | Podium                                  |                                | Podium                        | Yann Moix                                       |
| 2005 | Violence des échanges en milieu tempéré |                                |                               | Jean-Marc Moutout                               |

### César de melhor primeiro filme
| Ano  | Filme                                    | Título no Brasil                           | Título em Portugal        | Diretor/Realizador                              |
| ---- | ---------------------------------------- | ------------------------------------------ | ------------------------- | ----------------------------------------------- |
| 2006 | Le Cauchemar de Darwin                   |                                            | O Pesadelo de Darwin      | Hubert Sauper                                   |
| 2006 | Anthony Zimmer                           | Anthony Zimmer - A Caçada                  | Anthony Zimmer            | Jérôme Salle                                    |
| 2006 | Douches froides                          | À Flor da Pele                             |                           | Antony Cordier                                  |
| 2006 | La Marche de l'empereur                  | A Marcha dos Pinguins                      | A Marcha dos Pinguins     | Luc Jacquet                                     |
| 2006 | La Petite Jérusalem                      |                                            |                           | Karin Albou                                     |
| 2007 | Je vous trouve très beau                 | Você é Tão Bonito!                         | Uma Mulher Inesperada     | Isabelle Mergault                               |
| 2007 | Les Fragments d'Antonin                  |                                            |                           | Gabriel Le Bomin                                |
| 2007 | Mauvaise Foi                             |                                            | Simplesmente Amor         | Roschdy Zem                                     |
| 2007 | Pardonnez-moi                            |                                            |                           | Maïwenn Le Besco                                |
| 2007 | 13 Tzameti                               | 13 Tzameti                                 |                           | Gela Babluani                                   |
| 2008 | Persepolis                               | Persepolis                                 | Persépolis                | Marjane Satrapi e Vincent Paronnaud             |
| 2008 | Ceux qui restent                         |                                            | Aqueles que Ficaram       | Anne Le Ny                                      |
| 2008 | Et toi, t'es sur qui?                    |                                            |                           | Lola Doillon                                    |
| 2008 | Naissance des pieuvres                   | Lírios d'água                              |                           | Céline Sciamma                                  |
| 2008 | Tout est pardonné                        |                                            |                           | Mia Hansen-Løve                                 |
| 2009 | Il y a longtemps que je t'aime           | Há Tanto Tempo Que Te Amo                  |                           | Philippe Claudel                                |
| 2009 | Home                                     |                                            | Home - Lar Doce Lar       | Ursula Meier                                    |
| 2009 | Mascarades                               |                                            |                           | Lyes Salem                                      |
| 2009 | Pour elle                                |                                            |                           | Fred Cavayé                                     |
| 2009 | Versailles                               |                                            |                           | Pierre Schoeller                                |
| 2010 | Les Beaux Gosses                         |                                            | Uns Belos Rapazes         | Riad Sattouf                                    |
| 2010 | Le Dernier pour la route                 | Um Novo Caminho                            |                           | Philippe Godeau                                 |
| 2010 | Espion(s)                                | Espiões                                    |                           | Nicolas Saada                                   |
| 2010 | La Première Étoile                       |                                            |                           | Lucien Jean-Baptiste                            |
| 2010 | Qu'un seul tienne et les autres suivront |                                            |                           | Léa Fehner                                      |
| 2011 | Gainsbourg, vie héroïque                 | Gainsbourg - O Homem que Amava as Mulheres | Gainsbourg - Vida Heróica | Joann Sfar                                      |
| 2011 | Simon Werner a disparu                   | Simon Werner Desapareceu                   |                           | Fabrice Gobert                                  |
| 2011 | L'Arnacœur                               | Como Arrasar um Coração                    | O Quebra Corações         | Pascal Chaumeil                                 |
| 2011 | Tout ce qui brille                       | Tudo o que Reluz                           |                           | Géraldine Nakache e Hervé Mimran                |
| 2011 | Tête de Turc                             |                                            |                           | Pascal Elbé                                     |
| 2012 | Le Cochon de Gaza                        |                                            | Um Porco em Gaza          | Sylvain Estibal                                 |
| 2012 | 17 filles                                |                                            | 17 Raparigas              | Delphine Coulin Muriel Coulin                   |
| 2012 | Angèle et Tony                           |                                            | Angèle e Tony             | Alix Delaporte                                  |
| 2012 | La Délicatesse                           | A Delicadeza do Amor                       | A Delicadeza              | David Foenkinos Stéphane Foenkinos              |
| 2012 | My Little Princess                       |                                            | Eu Não Sou a Tua Princesa | Eva Ionesco                                     |
| 2013 | Louise Wimmer                            |                                            |                           | Cyril Mennegun                                  |
| 2013 | Augustine                                |                                            |                           | Alice Winocour                                  |
| 2013 | Comme des frères                         |                                            |                           | Hugo Gélin                                      |
| 2013 | Populaire                                |                                            |                           | Régis Roinsard                                  |
| 2013 | Rengaine                                 |                                            |                           | Rachid Djaïdani                                 |
| 2014 | Les Garçons et Guillaume, à table!       |                                            |                           | Guillaume Gallienne                             |
| 2014 | La Bataille de Solférino                 |                                            |                           | Justine Triet                                   |
| 2014 | En solitaire                             |                                            |                           | Christophe Offenstein                           |
| 2014 | La Fille du 14 juillet                   |                                            | A Rapariga de 14 de Julho | Antonin Peretjatko                              |
| 2014 | La Cage dorée                            | A Gaiola Dourada                           | A Gaiola Dourada          | Ruben Alves                                     |
| 2015 | Les Combattants                          |                                            |                           | Thomas Cailley                                  |
| 2015 | Elle l'adore                             |                                            |                           | Jeanne Herry                                    |
| 2015 | Fidelio, l’odyssée d’Alice               |                                            |                           | Lucie Borleteau                                 |
| 2015 | Party Girl                               |                                            |                           | Marie Amachoukeli, Claire Burger e Samuel Theis |
| 2015 | Qu'Allah bénisse la France               |                                            |                           | Abd al Malik                                    |
| 2016 | Mustang                                  | Cinco Graças                               | Mustang                   | Deniz Gamze Ergüven                             |
| 2016 | L'Affaire SK1                            |                                            |                           | Frédéric Tellier                                |
| 2016 | Les Cowboys                              |                                            |                           | Thomas Bidegain                                 |
| 2016 | Ni le ciel ni la terre                   |                                            |                           | Clément Cogitore                                |
| 2016 | Nous trois ou rien                       |                                            |                           | Kheiron                                         |
| 2017 | Divines                                  |                                            |                           | Houda Benyamina                                 |
| 2017 | Cigarettes et chocolat chaud             |                                            |                           | Sophie Reine                                    |
| 2017 | La Danseuse                              |                                            |                           | Stéphanie Di Giusto                             |
| 2017 | Diamant noir                             |                                            |                           | Arthur Harari                                   |
| 2017 | Rosalie Blum                             |                                            |                           | Julien Rappeneau                                |
| 2018 | Petit Paysan                             |                                            |                           | Hubert Charuel                                  |
| 2018 | Grave                                    |                                            |                           | Julia Ducournau                                 |
| 2018 | Jeune Femme                              |                                            |                           | Léonor Serraille                                |
| 2018 | Monsieur et Madame Adelman               |                                            |                           | Nicolas Bedos                                   |
| 2018 | Patients                                 |                                            |                           | Grand Corps Malade e Mehdi Idir                 |
| 2019 | Shéhérazade                              |                                            |                           | Jean-Bernard Marlin                             |
| 2019 | Les chatouilles                          |                                            |                           | Andréa Bescond e Eric Métayer                   |
| 2019 | Sauvage                                  |                                            |                           | Camille Vidal-Naquet                            |
| 2019 | L'amour flou                             |                                            |                           | Romane Bohringer e Philippe Rebbot              |
| 2019 | Jusqu'à la garde                         |                                            |                           | Xavier Legrand                                  |
| 2020 | Papicha                                  |                                            |                           | Mounia Meddour                                  |
| 2020 | Au nom de la terre                       |                                            |                           | Edouard Bergeon                                 |
| 2020 | Les Misérables                           | Os Miseráveis                              | Os Miseráveis             | Ladj Ly                                         |
| 2020 | Atlantique                               |                                            |                           | Mati Diop                                       |
| 2020 | Le chant du loup                         |                                            |                           | Antonin Baudry                                  |